# 米納斯尼約克山
15°23′46″S 71°51′59″W / 15.39611°S 71.86639°W
米納斯尼約克山（Minasnioc），是秘魯的山峰，位於該國南部阿雷基帕大區的卡伊尤馬省，處於蘇里維里山以北和瓦利亞塔內山東北面，屬於安第斯山脈的一部分，海拔高度約5,000米。